# Барбара Альберт

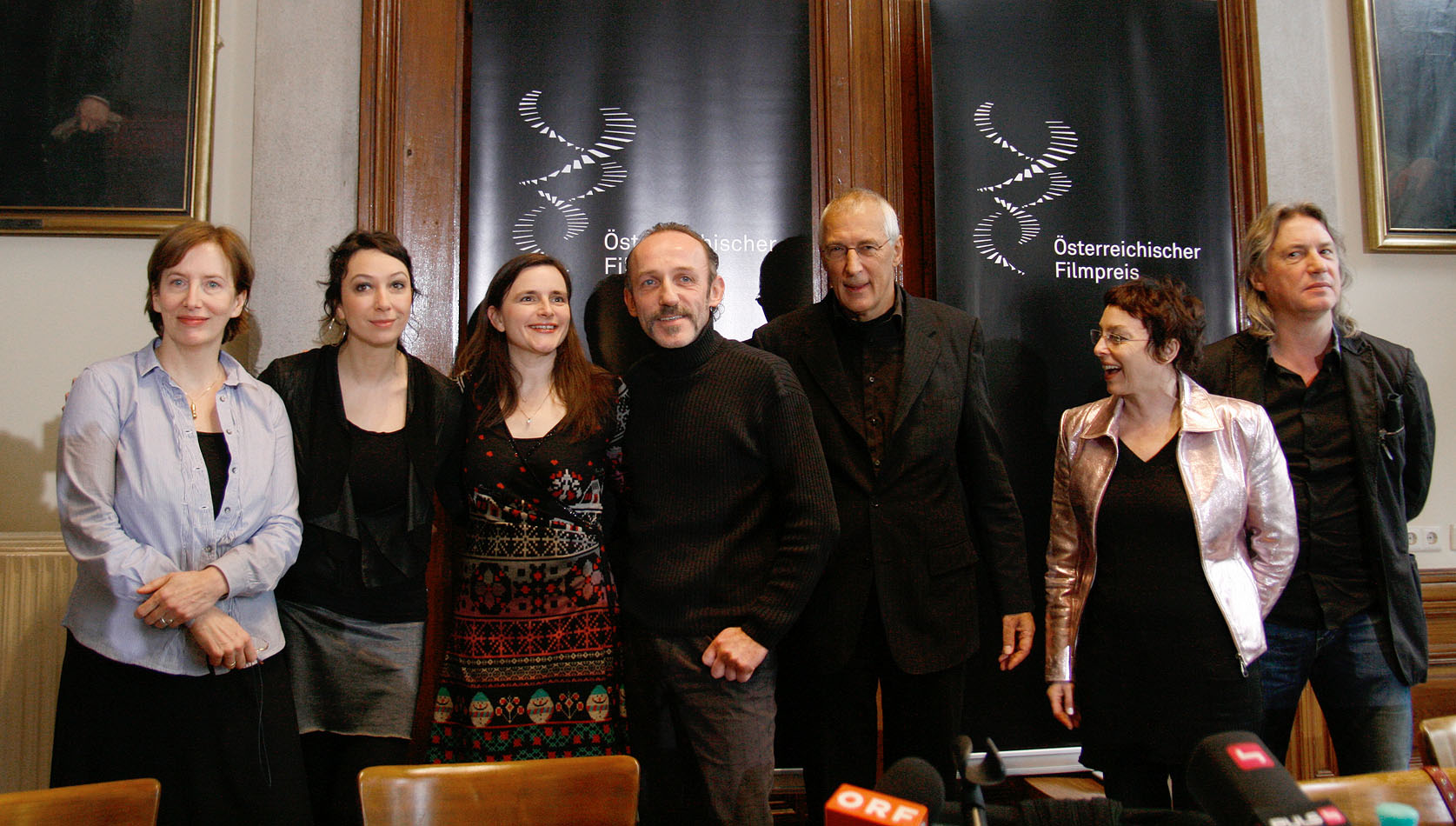
Барбара Альберт під час пресконференції в театрі Одеон у Відні. 2011

Барбара Альберт (нім. Barbara Albert; 22 вересня 1970, Відень, Австрія) — австрійська акторка, сценаристка, продюсерка, режисерка і монтажерка.

## Життєпис

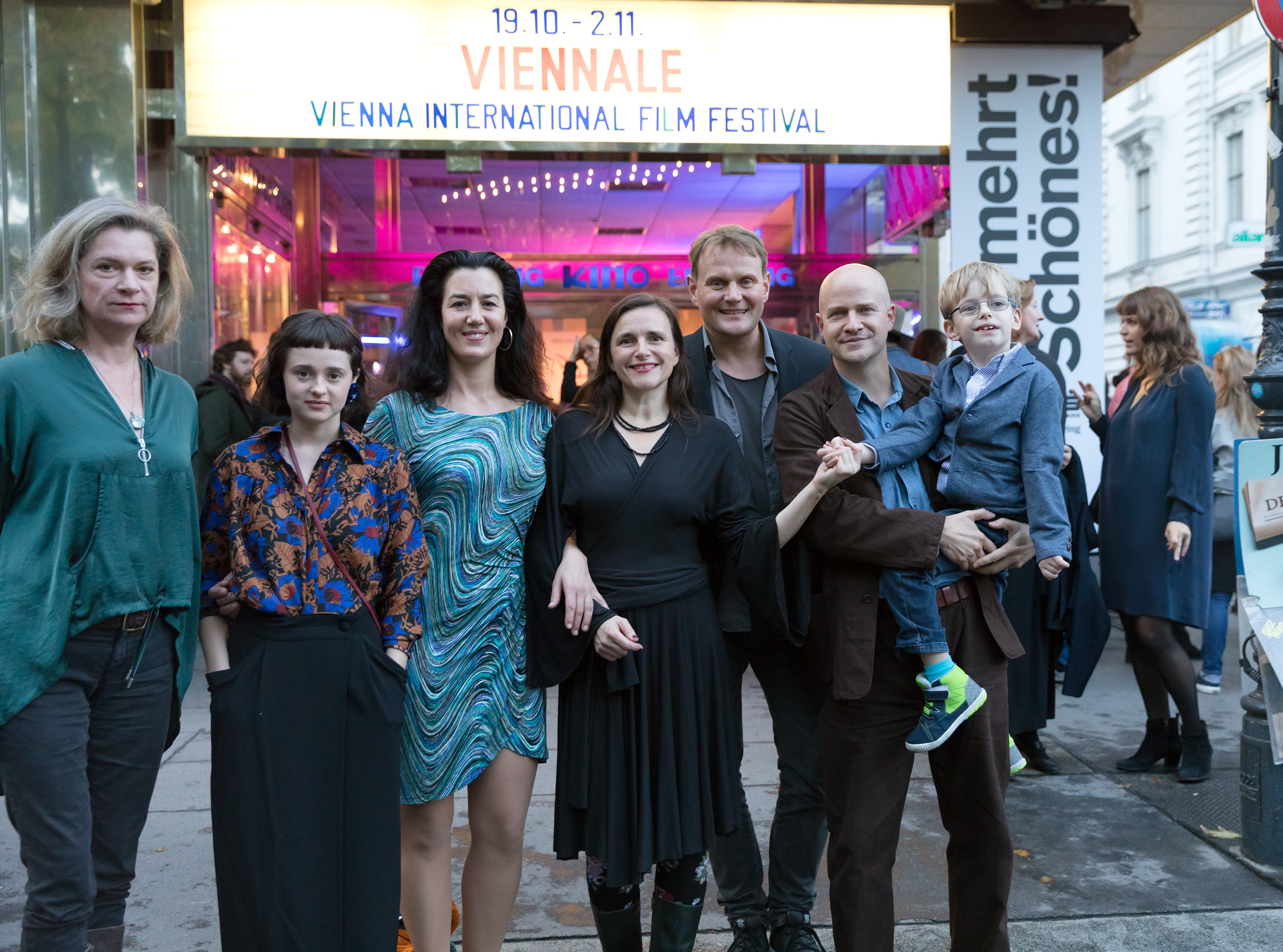
Барбара Альберт з фільмом «Світло» на Віденському кінофестивалі. 2017

З 1991 року Барбара Альберт опановувала мистецтво кінематографії у Віденській кіноакадемії. Її першим фільмом, що став відомим ширшій аудиторії, був «Північна околиця», який описує реалії життя югославських дітей у Відні. Цей фільм отримав численні міжнародні нагороди, в тому числі й на Венеційському кінофестивалі у 1999 році.
З 1999 року вона також керує виробничою компанією «coop99», яку заснувала разом з Джесікою Гауснер, Антоніном Свободою та Мартином Ґшляхтом.
Вона прихильниця державного фінансування фільмів, оскільки «це єдиний спосіб вижити європейським фільмам поряд з американським мейнстрімом. Сприйняття і комерційний успіх європейського кіно можуть бути створені тільки через зміну свідомості громадськості, і виникає тільки у тих випадках, коли широко розширювати різноманітність європейських фільмів у кінотеатрах і на телебаченні, щоб побачити! База для цього повинна бути створена державою.»
У 2009 році Барбара Альберт разом з іншими австрійськими кінематографістами заснувала Академію австрійського кіно.

## Особисте життя
Барбара Альберт живе в Берліні і має сина. Її сестра Вероніка Альберт (*1978) — австрійська модельєрка костюмів.

## Нагороди
- Нагороди Кінофестивалю премії Макса Офюльса[de]:
  - 1994 премія за найкращий короткометражний фільм (Kurzfilmpreis) — «Дрімлюги» (Nachtschwalben)[5] (1993)
  - 2000 премія за найкращий сценарій фільму «Північна околиця» (1999)
  - 2004 премія за найкращий сценарій фільму Боротьба[en], (2003), разом з Рут Мадер[de] та Мартіном Ляйденфорстом[de]
- 1997 Нагорода Краківського кінофестивалю (Польща):
  - приз «Золотий дракон» за фільм «Плід вашого тіла» (Die Frucht deines Leibes) (1997)
- Нагороди Віденського кінофестивалю (Австрія):
  - 1998 спеціальна відзнака за фільм — «Слідін — все барвисте і чудове» (1998)
  - 1999 Віденська кінопремія[de] за фільм — «Північна околиця» (1999)
  - 1999 премія Міжнародної федерації кінопреси за фільм — «Північна околиця» (1999)
  - 2004 за найкращий документальний фільм — «Кошмар Дарвіна[en]» (2004)
- 1999 Нагорода Кінофестивалю Діагональ[de] (Австрія):
  - Великий приз за фільм «Слідін'— все барвисте і чудове» (1998), разом з Райнгардом Юдо та Міхаелем А. Грімом
- 1999 Нагорода Енн-Арборського кінофестивалю (Енн-Арбор, США):
  - найкращий наративний фільм — «Плід вашого тіла» (1997)
- 1999 : Нагорода Стокгольмського міжнародного кінофестивалю (Швеція):
  - найкращий режисерський дебют фільмом «Північна околиця» (1999)
- 2000 Нагорода Кінофестивалю Діагональ[de] (Австрія):
  - Великий приз за фільм «Північна околиця» (1999), разом з Гораном Ребічем
- 2006 : Нагорода Гентського міжнародного кінофестивалю (Бельгія):
  - премія «Сценарій», разом із Михаелем Главогером

## Фільмографія
режисер
- 1997 : «Плід вашого тіла» / (Die Frucht deines Leibes)
- 1998 : «Слідін'— все барвисте і чудове» / (Slidin' — Alles bunt und wunderbar)
- 1999 : «Північна околиця»[de] / (Nordrand)
- 2003 : «Погані клітини»[de] / (Böse Zellen)
- 2006 : «Падіння»[de] / (Fallen)
- 2012 : «Живе»[de] / (Die Lebenden)
- 2017 : «Світло»[de] / (Licht)

продюсер
- 2006 : «Ґрбавіца» / (Grbavica)
- 2007 : «Прочисть мізки!» / (Free Rainer — Dein Fernseher lügt)

сценарист
- 2003 : «Боротьба»[en] / (Struggle)